# Südafrikanische Cricket-Nationalmannschaft in Neuseeland in der Saison 2011/12
Die Tour der südafrikanischen Cricket-Nationalmannschaft nach Neuseeland in der Saison 2011/12 fand vom 17. Februar bis zum 27. März 2012 statt. Die internationale Cricket-Tour war Bestandteil der Internationalen Cricket-Saison 2011/12 und umfasste drei Tests, drei ODIs und drei Twenty20s. Südafrika gewann die Test-Serie 1–0, die ODI-Serie 3–0 und die Twenty20-Serie 2–1.

## Vorgeschichte
Neuseeland spielte zuletzt eine Tour gegen Simbabwe, Südafrika gegen Sri Lanka. Die letzte Tour der beiden Mannschaften gegeneinander fand in der Saison 2005/06 in Südafrika statt.

## Stadien
Die folgenden Stadien wurden für die Tour als Austragungsort vorgesehen und am 24. Juni 2011 festgelegt.
| Stadion         | Stadt      | Kapazität | Spiele          |
| --------------- | ---------- | --------- | --------------- |
| Eden Park       | Auckland   | 50.000    | 3. ODI; 3. T20  |
| University Oval | Dunedin    | 6.000     | 1. Test         |
| Seddon Park     | Hamilton   | 10.000    | 2. Test; 2. T20 |
| McLean Park     | Napier     | 22.500    | 2. ODI          |
| Basin Reserve   | Wellington | 13.000    | 3. Test         |
| Westpac Stadium | Wellington | 33.000    | 1. ODI; 1. T20  |

## Kaderlisten
Südafrika benannte seine Limited-Overs-Kader am 25. Januar 2012.
Neuseeland benannte seinen Twenty20-Kader am 13. Februar, den OIDI-Kader am 20. Februar und seinen Test-Kader am 1. März 2012.
| Test | Test | ODI | ODI | Twenty20 | Twenty20 |
| Neuseeland | Südafrika | Neuseeland | Südafrika | Neuseeland | Südafrika |
| --- | --- | --- | --- | --- | --- |
| - Ross Taylor (K) - Brent Arnel - Trent Boult - Doug Bracewell - Andrew Ellis - Martin Guptill - Chris Martin - Brendon McCullum (wk) - Rob Nicol - Tim Southee - Daniel Vettori - BJ Watling - Kane Williamson - Mark Gillespie | - Graeme Smith (K) - AB de Villiers (VK) - Hashim Amla - Mark Boucher (wk) - Marchant de Lange - Jean-Paul Duminy - Imran Tahir - Jacques Kallis - Morné Morkel - Alviro Petersen - Robin Peterson - Vernon Philander - Jacques Rudolph - Dale Steyn - Lonwabo Tsotsobe | - Brendon McCullum (K & wk) - Michael Bates - Doug Bracewell - Andrew Ellis - James Franklin - Martin Guptill - Tom Latham - Nathan McCullum - Andy McKay - Kyle Mills - Tarun Nethula - Rob Nicol - Jesse Ryder - Tim Southee - Kane Williamson | - AB de Villiers (K & wk) - Hashim Amla (VK) - Johan Botha - Jean-Paul Duminy - Faf du Plessis - Jacques Kallis - Albie Morkel - Morné Morkel - Justin Ontong - Wayne Parnell - Robin Peterson - Graeme Smith - Dale Steyn - Lonwabo Tsotsobe | - Brendon McCullum (K & wk) - Michael Bates - Doug Bracewell - Colin de Grandhomme - Andrew Ellis - James Franklin - Martin Guptill - Ronnie Hira - Nathan McCullum - Kyle Mills - Rob Nicol - Jacob Oram - Tim Southee - Kane Williamson - Jesse Ryder | - AB de Villiers (K & wk) - Hashim Amla - Johan Botha - Marchant de Lange - Jean-Paul Duminy - Colin Ingram - Richard Levi - Albie Morkel - Morné Morkel - Justin Ontong - Wayne Parnell - Robin Peterson - Rusty Theron - Lonwabo Tsotsobe |

## Tour Match
| 15. Februar Scorecard | Christchurch | South Africans 150-6 (20)     | – | Canterbury 130 (19) |
|                       |              | Südafrika gewinnt mit 20 Runs |   |                     |

## Twenty20 Internationals

### Erstes Twenty20 in Wellington
| 17. Februar Scorecard | Wellington (WS) | Südafrika 147-6 (20)             | – | Neuseeland 148-4 (19.2) |
|                       |                 | Neuseeland gewinnt mit 6 Wickets |   |                         |

### Zweites Twenty20 in Hamilton
| 19. Februar Scorecard | Hamilton | Neuseeland 173-4 (20)           | – | Südafrika 174-2 (16) |
|                       |          | Südafrika gewinnt mit 8 Wickets |   |                      |

### Drittes Twenty20 in Auckland
| 22. Februar Scorecard | Auckland | Südafrika 165-7 (20)         | – | Neuseeland 162-7 (20) |
|                       |          | Südafrika gewinnt mit 3 Runs |   |                       |

## One-Day Internationals

### Erstes ODI in Wellington
| 25. Februar Scorecard | Wellington (WS) | Neuseeland 253-9 (20)           | – | Südafrika 254-4 (45.2) |
|                       |                 | Südafrika gewinnt mit 6 Wickets |   |                        |

### Zweites ODI in Napier
| 29. Februar Scorecard | Napier | Neuseeland 230 (47.3)           | – | Südafrika 231-4 (38.2) |
|                       |        | Südafrika gewinnt mit 6 Wickets |   |                        |

### Drittes ODI in Auckland
| 3. März Scorecard | Auckland | Neuseeland 206 (47)             | – | Südafrika 208-5 (43.2) |
|                   |          | Südafrika gewinnt mit 5 Wickets |   |                        |

## Tests

### Erster Test in Dunedin
| 7. – 11. März Scorecard | Dunedin | Südafrika 238 (68.2) & 435-5d (140) | – | Neuseeland 273 (88.2) & 137-2 (41) |
|                         |         | Remis                               |   |                                    |

### Zweiter Test in Hamilton
| 15. – 19. März Scorecard | Hamilton | Neuseeland 185 (61.2) & 168 (67.5) | – | Südafrika 253 (77.3) & 103-1 (19.5) |
|                          |          | Südafrika gewinnt mit 9 Wickets    |   |                                     |

### Dritter Test in Wellington
| 23. – 27. März Scorecard | Wellington (BR) | Südafrika 474-9d (148.4) & 189-3d (29.4) | – | Neuseeland 275 (96) & 200-6 (80.4) |
|                          |                 | Remis                                    |   |                                    |

## Statistiken
Die folgenden Cricketstatistiken wurden bei dieser Tour erzielt.
| Tests            | Tests      | Tests   | Tests   | Tests   | Tests   | Tests   | Tests   | Tests   |
| Batting          | Batting    | Batting | Batting | Batting | Batting | Batting | Batting | Batting |
| Spieler          | Mannschaft | Spiele  | Innings | Runs    | Average | HS      | 100s    | 50s     |
| ---------------- | ---------- | ------- | ------- | ------- | ------- | ------- | ------- | ------- |
| Graeme Smith     | Südafrika  | 3       | 6       | 282     | 56,40   | 115     | 1       | 2       |
| Alviro Petersen  | Südafrika  | 3       | 6       | 261     | 43,50   | 156     | 1       | 0       |
| Kane Williamson  | Neuseeland | 3       | 5       | 229     | 57,25   | 102*    | 1       | 1       |
| AB de Villiers   | Südafrika  | 3       | 5       | 218     | 43,60   | 83      | 0       | 2       |
| Brendon McCullum | Neuseeland | 3       | 6       | 203     | 40,60   | 61      | 0       | 2       |
| Bowling          |            |         |         |         |         |         |         |         |
| Spieler          | Mannschaft | Spiele  | Overs   | Wickets | Average | BBI     | 5W      | 10W     |
| Vernon Philander | Südafrika  | 3       | 101.3   | 21      | 15,47   | 6/44    | 2       | 1       |
| Mark Gillespie   | Neuseeland | 2       | 58.4    | 11      | 22,81   | 6/113   | 2       | 0       |
| Morné Morkel     | Südafrika  | 3       | 90.4    | 10      | 23,00   | 6/23    | 1       | 0       |
| Dale Steyn       | Südafrika  | 3       | 100.2   | 9       | 26,55   | 3/49    | 0       | 0       |
| Doug Bracewell   | Neuseeland | 3       | 101     | 9       | 37,66   | 3/70    | 0       | 0       |

| ODIs              | ODIs       | ODIs    | ODIs    | ODIs    | ODIs    | ODIs    | ODIs    | ODIs    |
| Batting           | Batting    | Batting | Batting | Batting | Batting | Batting | Batting | Batting |
| Spieler           | Mannschaft | Spiele  | Innings | Runs    | Average | HS      | 100s    | 50s     |
| ----------------- | ---------- | ------- | ------- | ------- | ------- | ------- | ------- | ------- |
| Brendon McCullum  | Neuseeland | 3       | 3       | 188     | 62,66   | 85      | 0       | 2       |
| Hashim Amla       | Südafrika  | 3       | 3       | 176     | 58,66   | 92      | 0       | 2       |
| AB de Villiers    | Südafrika  | 3       | 3       | 146     |         | 106*    | 1       | 0       |
| Faf du Plessis    | Südafrika  | 3       | 3       | 119     | 59,50   | 66*     | 0       | 1       |
| JP Duminy         | Südafrika  | 3       | 3       | 114     | 38,00   | 46      | 0       | 0       |
| Bowling           |            |         |         |         |         |         |         |         |
| Spieler           | Mannschaft | Spiele  | Overs   | Wickets | Average | BBI     | 5W      | 10W     |
| Morné Morkel      | Südafrika  | 2       | 18.3    | 7       | 12,42   | 5/38    | 1       | 0       |
| Lonwabo Tsotsobe  | Südafrika  | 3       | 29      | 6       | 20,00   | 3/43    | 0       | 0       |
| Marchant de Lange | Südafrika  | 1       | 9       | 4       | 11,50   | 4/46    | 0       | 0       |
| Robin Peterson    | Südafrika  | 3       | 28      | 4       | 31,00   | 2/36    | 0       | 0       |
| Rob Nicol         | Neuseeland | 3       | 9.2     | 3       | 20,33   | 2/14    | 0       | 0       |
| Jacques Kallis    | Südafrika  | 2       | 13      | 3       | 25,66   | 2/45    | 0       | 0       |
| Kyle Mills        | Neuseeland | 3       | 21.2    | 3       | 36,33   | 1/27    | 0       | 0       |

| Twenty20s         | Twenty20s  | Twenty20s | Twenty20s | Twenty20s | Twenty20s | Twenty20s | Twenty20s | Twenty20s |
| Batting           | Batting    | Batting   | Batting   | Batting   | Batting   | Batting   | Batting   | Batting   |
| Spieler           | Mannschaft | Spiele    | Innings   | Runs      | Average   | HS        | 100s      | 50s       |
| ----------------- | ---------- | --------- | --------- | --------- | --------- | --------- | --------- | --------- |
| Martin Guptill    | Neuseeland | 3         | 3         | 151       | 75,50     | 78*       | 0         | 1         |
| Richard Levi      | Südafrika  | 3         | 3         | 141       | 70,50     | 117*      | 1         | 0         |
| JP Duminy         | Südafrika  | 3         | 2         | 79        | 39,50     | 41        | 0         | 0         |
| AB de Villiers    | Südafrika  | 3         | 3         | 76        | 38,00     | 39*       | 0         | 0         |
| Brendon McCullum  | Neuseeland | 3         | 3         | 69        | 23,00     | 35        | 0         | 0         |
| Rob Nicol         | Neuseeland | 3         | 3         | 69        | 23,00     | 33        | 0         | 0         |
| Bowling           |            |           |           |           |           |           |           |           |
| Spieler           | Mannschaft | Spiele    | Overs     | Wickets   | Average   | BBI       | 5W        | 10W       |
| Tim Southee       | Neuseeland | 3         | 12        | 5         | 18,00     | 3/28      | 0         | 0         |
| Morné Morkel      | Südafrika  | 3         | 12        | 4         | 23,75     | 2/31      | 0         | 0         |
| Rob Nicol         | Neuseeland | 3         | 5         | 3         | 11,00     | 2/20      | 0         | 0         |
| Johan Botha       | Südafrika  | 3         | 11.2      | 3         | 22,00     | 2/20      | 0         | 0         |
| Marchant de Lange | Südafrika  | 2         | 8         | 3         | 26,33     | 2/36      | 0         | 0         |

## Player of the Match
Als Player of the Match wurden die folgenden Spieler ausgezeichnet.
| Spiel   | Player of the Match |
| ------- | ------------------- |
| 1. T20  | Martin Guptill      |
| 2. T20  | Richard Levi        |
| 3. T20  | Johan Botha         |
| 1. ODI  | AB de Villiers      |
| 2. ODI  | Morné Morkel        |
| 3. ODI  | Marchant de Lange   |
| 1. Test | Graeme Smith        |
| 2. Test | Vernon Philander    |
| 3. Test | Morné Morkel        |